# September (chanson)
Pour les articles homonymes, voir September.
Singles de Earth, Wind & Fire
Got to Get You into My Life
(1978) Boogie Wonderland
(1979)
Clip vidéo
[vidéo] « September - Earth, Wind & Fire », sur YouTube
[vidéo] « September (remix) - Earth, Wind & Fire », sur YouTube
Pistes de The Best of Earth, Wind & Fire, Vol. 1
That's the Way of the World Shining Star
September (Septembre, en anglais) est une chanson groove disco-funk du groupe américain Earth, Wind and Fire, single intégré à leur album compilation The Best of Earth, Wind & Fire, Vol. 1 de 1978, un des plus importants succès internationaux des années 1970 et de leur carrière. 

## Histoire
Ce groove disco-funk (et tube de l'été international) est écrit et composé par les membres du groupe Earth, Wind and Fire, avec une musique d'Al McKay, et des paroles de Maurice White et  Allee Willis, sur le thème de « souvenirs d'un coup de foudre amoureux d'une nuit de 21 septembre ». « Tu te souviens du 21e soir de septembre ? Nos cœurs résonnaient au rythme de nos âmes, alors que nous dansions dans la nuit, souviens-toi, comment les étoiles ont volé la nuit... ». Le titre est enregistré chez Columbia Records, au studio Sunset Sound Recorders du Sunset Boulevard d'Hollywood à Los Angeles en Californie. Le single est entre autres n°1 du Billboard's Hot Soul USA, et l'album atteint en particulier la 3e place du classement Billboard Top Soul américain. Leur tube post-disco Let's Groove de leur album Raise! de 1981 est inspiré de ce succès. 

## Liste des pistes
7" Single 1978
1. September - 3:37
2. Can't Hide Love - 4:11

## Classement par pays
| Classement (1978)                          | Meilleure position |
| ------------------------------------------ | ------------------ |
| États-Unis Billboard Hot 100               | 8                  |
| États-Unis Billboard Hot R&B/Hip-Hop Songs | 1                  |
| Royaume-Uni UK Singles Chart               | 3                  |
| Classement ("September 1999")              | Meilleure position |
| Royaume-Uni UK Singles Chart               | 25                 |
| Classement (2011-2012)                     | Meilleure position |
| France (SNEP)                              | 29                 |
| Pays-Bas (Nederlandse Top 40)              | 19                 |
| Suède (Sverigetopplistan)                  | 13                 |
| Norvège (VG-lista)                         | 6                  |
| Nouvelle-Zélande (RMNZ)                    | 12                 |

## Récompenses
- 2018 : Registre national des enregistrements du Congrès des États-Unis.

| Publication     | Pays        | Accolade                                             | Année | Rang |
| --------------- | ----------- | ---------------------------------------------------- | ----- | ---- |
| Bruce Pollock   | États-Unis  | Les 7,500 plus importantes chanson de 1944 à 2000    | 2005  | *    |
| Gary Mulholland | Royaume-Uni | This Is Uncool: The 500 Best Singles Since Punk Rock | 2002  | *    |

## Reprises et adaptations
Ce tube est repris sur des albums compilations (dont Greatest Hits Live de 1996) et par de nombreux interprètes et remix, dont :
- 2008 : Christophe Willem, double single Quelle chance/September, extrait de la bande originale du film Disco. Le single est 9e du Top 50 2008[7].
- 2010 : Le duo Pomplamoose, album Tribute to Famous People, et sur YouTube en septembre 2009 pour l'anniversaire du père de l'un des membres.
- 2020 : Mème Internet, version remix[8].

## Au cinéma
La chanson est reprise sur la bande originale de divers films, dont : 
- 2001 : Shaolin Soccer, de Stephen Chow
- 2006 : Babel, d'Alejandro González Iñárritu, avec Brad Pitt
- 2006 : La Nuit au musée, de Shawn Levy
- 2008 : Disco, de Fabien Onteniente, avec Franck Dubosc, reprise par Christophe Willem[9]
- 2011 : Intouchables, d'Olivier Nakache et Éric Toledano, dansée par Omar Sy[10]
- 2013 : Last Vegas, de Jon Turteltaub, avec Michael Douglas, Robert De Niro et Morgan Freeman, dansée par Morgan Freeman et générique de fin[11]
- 2016 : The Nice Guys, de Shane Black, avec Russell Crowe
- 2016 : Les Trolls, de Mike Mitchell et Walt Dohrn, reprise par Justin Timberlake
- 2019 : Polar, de Jonas Åkerlund
- 2023 : Mon ami robot, de Pablo Berger